# Georg Friedrich Haas
Georg Friedrich Haas (Graz, 16 agosto 1953) è un compositore austriaco.
È stato eletto al primo posto fra i compositori viventi in una votazione organizzata dalla rivista italiana Classic Voice, e la sua composizione in vain (2000) è stata indicata come l'opera più importante scritta dall'anno 2000 in poi nell'ambito della musica d'arte.

## Biografia
Georg Friedrich Haas è cresciuto a Tschagguns (Vorarlberg) e ha studiato composizione con Gösta Neuwirth e Iván Erőd e pianoforte con Doris Wolf alla Musikhochschule di Graz, capoluogo della Stiria. Dal 1989 al 2005 ha insegnato, con alcune interruzioni, alla stessa Hochschule come professore associato di contrappunto, tecniche di composizione contemporanea, analisi e introduzione alla musica microtonale. È membro fondatore del gruppo di compositori di Graz Die andere Seite.
Ha svolto due anni di studi post laurea presso la Hochschule für Musik di Vienna con Friedrich Cerha, ha partecipato al Darmstädter Ferienkurse (1980, 1988 e 1990) e al corso di computer music all'IRCAM (1991). Ha ricevuto una borsa di studio dal Festival di Salisburgo (1992-93), ha ricevuto il Premio Sandoz (1992) e una sovvenzione musicale dal Ministero nazionale della Scienza, Ricerca e Cultura (1995). Sue opere sono state eseguite nei programmi dei seguenti festival: Wien Modern (Vienna), Musikprotokoll (Graz), Witten, Huddersfield, Royaumont, Biennale di Venezia, Festival d'Automne (Parigi), nonché presso il Darmstädter Ferienkurse e il Festival di Salisburgo 2011. Dal 2005 al 2013 è stato docente di composizione alla Hochschule di Basilea, in Svizzera; dal settembre 2013 è professore di Composizione alla Columbia University di New York.

## Estetica e lavori
Lo stile di Haas ricorda quello di György Ligeti nell'uso della micropolifonia, dei microintervalli e dello sfruttamento degli armonici naturali; è spesso caratterizzato come un esponente di spicco della musica spettrale. La sua estetica è guidata dall'idea che la musica sia in grado "di articolare emozioni e stati d'animo in grado di essere abbracciate da altri come proprie" ("Emotionen und seelische Zustände von Menschen so zu formulieren, daß sie auch von anderen Menschen als die ihren angenommen werden können"). In questo modo ha rinnegato l'intellettualismo di alcuni filoni dell'avanguardia musicale modernista (come il serialismo e il decostruttivismo). L'atmosfera emotiva di molte delle sue opere è cupa. Le opere di Haas sono state criticate per aver evocato temi come la sofferenza, la malattia e la morte per il voyeurismo estetico: "il pezzo [l'opera Thomas (2013)] si avvicina pericolosamente a una specie di turismo del reparto di cure palliative".
Allo stesso modo, le sue opere orchestrali sono state paragonate a musica da film: "[Dark dreams per orchestra sinfonica] ci fa pensare anche a una colonna sonora già pronta per un film di suspense" ("lässt aber auch an einen probaten Soundtrack zum Suspense-Streifen denken").
L'opera Morgen und Abend, su libretto dello scrittore norvegese Jon Fosse, fu commissionata congiuntamente dalla Royal Opera House di Londra e dalla Deutsche Oper di Berlino, ed è stata rappresentata per la prima volta sul palco principale della Royal Opera House il 13 novembre 2015.

## Scritti e composizioni
Ha pubblicato articoli musicologici sulle opere di Luigi Nono, Ivan Aleksandrovič Vyšnegradskij, Alois Hába, Pierre Boulez e Franz Schubert., fra cui:
- '"Arc-en-ciel" op.37: Ivan Wyschnegradskys behutsame Annäherung an das Zwölftonintervall', in Horst-Peter Hesse (Hg.), Mikrotöne IV. Kongressbericht über das 4. internationale Symposium "Mikrotonforschung, Musik mit Mikrotönen, ekmelische Musik", Salzburg, 2.–5. Mai 1991 (München: Nymphenburg, 1993) (Grundfragen der mikrotonalen Musik 2), pp. 79–82
- 'Die Verwirklichung einer Utopie: Ultrachromatik und nicht-oktavierende Tonräume in Ivan Wyschnegradskys mikrotonalen Kompositionen', in Claus Ganter (Hg.), Harmonik im 20. Jahrhundert (Wien: WUV, 1993), pp. 87–100

### Opere
- Adolf Wölfli, opera da camera (Graz 1981)
- Nacht, opera da camera in 24 scene; libretto del compositore tratto da testi di Friedrich Hölderlin (prima esecuzione in forma concertante Bregenz 1996, in forma scenica Bregenz 1998)
- Die schöne Wunde, da Franz Kafka, Edgar Allan Poe e altri (Bregenz 2003)
- Melancholia, opera in 3 parti; libretto di Jon Fosse tratto dal proprio romanzo (Parigi, Palais Garnier, 2008)
- Bluthaus, opera in 10 scene (composta nel 2010/11); libretto di Klaus Händl; prima mondiale: aprile 2011, Schwetzingen Festival; prima della seconda versione (45 minuti di musica in più): Kampnagel, Hamburg, giugno 2014.[8]
- Thomas, opera; libretto di Klaus Händl; prima mondiale: maggio 2013, Schwetzingen Festival
- Morgen und Abend. Libretto di Jon Fosse; prima mondiale: Londra, Royal Opera House, 13 novembre 2015
- Koma. Libretto di Klaus Händl; prima mondiale: Schwetzingen Festival, 27 maggio 2016

### Altri lavori
- Sextet per 3 viole e 3 violoncelli (1982)
- Drei Hommages für einen Pianisten und zwei im Abstand eines Vierteltons gestimmte Klaviere (1985)
- Quasi una tânpûrâ (1991).
- Sodaß ich's hernach mit einem blick (1991).
- ...Schatten...durch unausdenkliche Wälder per 2 pianoforti e 2 percussionisti (1992)
- Descendiendo per orchestra (1993)
- ...., concerto doppio per fisarmonica, viola e insieme da camera (1994)
- ...Einklang freier Wesen... per organici diversi, ognuno di essi intitolato ...aus freier Lust...verbunden... (1994)
- Nacht-Schatten (1994 Bregenz)
- Aus freier Lust...verbunden (1996).
- Fremde Welten, concerto per pianoforte e 20 strumenti a corda (1997)
- Concerto per violino e orchestra (1998)
- Quartetto d'archi n. 2 (1998)
- Monodie (1999).
- Nach-ruf...ent-gleitend... per ensemble (1999)
- Weg. Wer,wenn ich schriee,hörte mich (1999).
- Torso per grande orchestra, dalla sonata incompiuta in do maggiore D. 840 di Franz Schubert (1999–2000)
- in vain per 24 strumenti (2000/02)
- ...sodass ich’s hernach mit einem Blick gleichsam wie ein schönes Bild... im Geist übersehe (2001)
- tria ex uno per ensemble (2001–2002)
- de terrae fine per violino solo (2001)
- In nomine (2001).
- Blumenstück (2001)
- flow and friction per pianoforte a quattro mani accordato a sedicesimi di tono (2001)
- Tria ex uno (2001).
- Quartetto d'archi n. 3 "In iij. Noct" (2003)
- Natures mortes per orchestra e fisarmonica (Donaueschingen Festival 2003)
- Quartetto d'archi n. 4 (2003)
- Opus 68 per grande orchestra, dalla sonata per pianoforte n. 9 di Alexander Scriabin (2004)
- Concerto per violoncello e grande orchestra (2004)
- Haiku per baritono e 10 strumenti (2005)
- Poème (2005).
- Ritual per 12 tamburi bassi e 3 ensemble di fiati (2005)
- Sieben Klangräume (Salisburgo 2005)
- ....... per viola e 6 voci (2006)
- Hyperion, Konzert für Lichtstimme und Orchester (Donaueschingen Festival 2006)
- Bruchstück per grande orchestra (2007)
- Concerto per pianoforte e orchestra (2007)
- Ins licht (2007).
- Open spaces (2007).
- Remix (2007).
- Les temps tiraillés per 2 viole, fagotto ed elettronica (2008)
- Concerto per sassofono baritono ed orchestra (2008).
- Und (2008).
- Atthis (2009).
- Unheimat (2009).
- Wie stille brannte das licht (2009).
- Bluthaus (2011).
- Duchkov (2011).
- Ich suchte,aber ich fand ihn nicht (2011).
- Introduktion und transsonation (2012).
- Anachronism (2013).
- Dark dreams (2013).
- Saxophonquartett (2014).
- I can't breathe (2015).
- Neues werk, per 8 tbn (2015).
- Ein kleines symphonisches dedicht-für Wolfgang (2017).
- Release (2017).
- Blumenwiese per sassofono, pianoforte e percussioni (2017-18) - composto per il Trio Accanto
- Equinox (2018).
- Monolog für Graz per voce e ensemble (2018)
- Solstices (2019).
- Aus.weg (2020).
- Joshua tree (2020).
- Was mir Beethoven erzählt (2020).